# Unione Sportiva Catanese-Elefante 1945-1946
Questa pagina raccoglie le informazioni riguardanti l'Unione Sportiva Catanese-Elefante nelle competizioni della stagione 1945-1946.

## Stagione
Il 9 agosto 1945 la seconda bomba atomica sganciata su Nagasaki mette fine al più grave conflitto della storia dell'umanità. In Sicilia da qualche tempo regna la pace e si ricostruisce la speranza di una vita normale. La Federazione Siciliana degli Sports, commissariata dall'ex arbitro Orazio Siino, perde l'organizzazione del campionato siciliano, perché la FIGC nazionale è risorta e si ripresenta con questa formula: Serie A e campionato misto B/C al Nord, campionato misto A/B e Serie C al Sud. 
A Catania l'AFC non esiste più, la Catanese si candida a rilevarne il blasone, ma l'iscrizione al torneo misto A/B Sud è onerosa, 220.000 lire. Si rende necessaria l'unione con le altre tre società cittadine, per poter disputare il torneo di Serie C. La Catanese e l'Elefante trovano subito l'accordo, che ingloba anche l'Etna. La Virtus rifiuta la fusione, il parere negativo di Angelo Vasta, ex dirigente del Catania, è decisivo nel far saltare la trattativa. Al girone F della Serie C si iscrivono due squadre catanesi, l'Unione Sportiva Catanese-Elefante in maglia bianca, e la Virtus Catania con la maglia granata, che termineranno il campionato ultima e penultima. L'Unione arriverà l'estate prossima, quando Catania tornerà ad avere una sola società rossoazzurra.

## Rosa
| N. |                   | Ruolo | Calciatore         |
| -- | ----------------- | ----- | ------------------ |
|    | Italia (bandiera) | D     | Giuseppe Arculeo   |
|    | Italia (bandiera) | C     | Carmelo Bonanno II |
|    | Italia (bandiera) | D     | Bonanno I          |
|    | Italia (bandiera) | A     | Umberto Carbone    |
|    | Italia (bandiera) | C     | Cardaci            |
|    | Italia (bandiera) | C     | Angelo Chiarenza   |
|    | Italia (bandiera) | C     | Pietro Caruso      |
|    | Italia (bandiera) | P     | Giovanni Duro      |
|    | Italia (bandiera) | C     | De Felice          |
|    | Italia (bandiera) | C     | Garufi             |
|    | Italia (bandiera) | A     | Emilio Greco       |

| N. |                     | Ruolo | Calciatore        |
| -- | ------------------- | ----- | ----------------- |
|    | Italia (bandiera)   | D     | Lavenia           |
|    | Italia (bandiera)   | D     | Concetto La Rosa  |
|    | Italia (bandiera)   | D     | Lentini           |
|    | Italia (bandiera)   | D     | Lo Presti         |
|    | Italia (bandiera)   | C     | Giuseppe Mascali  |
|    | Italia (bandiera)   | A     | Umberto Marcoccio |
|    | Italia (bandiera)   | P     | Molino            |
|    | Ungheria (bandiera) | C     | Giorgy Polgar     |
|    | Italia (bandiera)   | C     | Privitera         |
|    | Italia (bandiera)   | A     | Rosati            |
|    | Italia (bandiera)   | P     | Scuderi           |

## Risultati

### Serie C Centro-Sud girone F

#### Girone di andata
| Arbitro: | Cugliandro (Reggio Calabria) |

|                                                           |           |  |
| Curto 4’, 55’, 75’ Algaria 56’ R. Ricci 62’ Crocivera 66’ | Marcatori |  |

| Arbitro: | Monterosso (Siracusa) |

|                 |           |  |
| Musumeci II 26’ | Marcatori |  |

| Arbitro: | De Joannon (Ragusa) |

|  |           |             |
|  | Marcatori | 66’ Mottini |

| Arbitro: | Casini (Palermo) |

|                            |           |  |
| Spiranello 16’ Fazzina 62’ | Marcatori |  |

| Arbitro: | Pezzino (Palermo) |

|                                                      |           |  |
| Villari 15’, 62’ Gennaro I 20’ Capri 32’ Ciraolo 40’ | Marcatori |  |

| Catania 18 novembre 1945 3ª giornata | Virtus Catania   | 0 – 0 | Reggina | Stadio Cibali\| Arbitro: \| Casini (Palermo) \| |
| Arbitro:                             | Casini (Palermo) |       |         |                                                 |

| Arbitro: | Lipari (Palermo) |

|  |           |              |
|  | Marcatori | 69’ Lombardo |

| Cosenza 25 novembre 1945 4ª giornata | Cosenza           | 0 – 0 | Virtus Catania | Stadio Città di Cosenza\| Arbitro: \| Nastasi (Messina) \| |
| Arbitro:                             | Nastasi (Messina) |       |                |                                                            |

| Arbitro: | Riolo (Palermo) |

|                               |           |  |
| Moscati 10’ Cavaleri 58’, 73’ | Marcatori |  |

| Arbitro: | Cugliandro (Reggio Calabria) |

|            |           |  |
| Castro 83’ | Marcatori |  |

| Arbitro: | Casini (Palermo) |

|  |           |            |
|  | Marcatori | 78’ Nobile |

| Arbitro: | Papaleo (Catanzaro) |

|           |           |            |
| Capri 57’ | Marcatori | 65’ Castro |

| Arbitro: | Leone (Palermo) |

|                                |           |             |
| Carollo 4’, 62’ La Barbera 55’ | Marcatori | 16’ Cardaci |

| Catania 16 dicembre 1945 7ª giornata | Virtus Catania    | 0 – 0 | Leonzio | Stadio Cibali\| Arbitro: \| Pezzino (Palermo) \| |
| Arbitro:                             | Pezzino (Palermo) |       |         |                                                  |

| Arbitro: | Nastasi (Messina) |

|                |           |  |
| Bonanno II 30’ | Marcatori |  |

| Arbitro: | Salvagno (Caltanissetta) |

|           |           |                 |
| Geraci 8’ | Marcatori | 38’ Musumeci II |

| Arbitro: | Pezzino (Palermo) |

|           |           |  |
| Greco 79’ | Marcatori |  |

| Arbitro: | Matuozzo (Napoli) |

|                                                      |           |  |
| Pompei 4’ (rig.) Capone 6’, 75’, 76’ Lischi 28’, 52’ | Marcatori |  |

| Arbitro: | De Joannon (Ragusa) |

|                |           |                         |
| Condorelli 54’ | Marcatori | 57’ Bertè 67’ Codeluppi |

| Arbitro: | Salvagno (Caltanissetta) |

|                               |           |                                        |
| Chiarenza 2’ Carbone 59’, 77’ | Marcatori | 15’, 49’ (rig.) Miniaci 60’, 72’ Sacco |

| Crotone 13 gennaio 1946 11ª giornata | Crotone | 6 – 0 | Virtus Catania | Stadio Ezio Scida |

#### Girone di ritorno
| Arbitro: | Romeo (Reggio Calabria) |

|  |           |                        |
|  | Marcatori | 4’ Curto 33’ Crocivera |

| Arbitro: | Pezzino (Palermo) |

|             |           |  |
| Farsaci 10’ | Marcatori |  |

| Arbitro: | Rizzo (Messina) |

|                     |           |  |
| Alò 41’ Mottini 74’ | Marcatori |  |

| Arbitro: | Leone (Palermo) |

|                                |           |  |
| De Sanctis 47’, 76’ Castro 51’ | Marcatori |  |

| Arbitro: | Ruggero (Napoli) |

|  |           |                                 |
|  | Marcatori | 14’, 15’ Gennaro I 60’ Fiorello |

| Arbitro: | De Cicco (Lecce) |

|                             |           |  |
| Caridi 54’, 90’ Mangano 57’ | Marcatori |  |

| Arbitro: | De Joannon (Ragusa) |

|              |           |  |
| Lombardo 40’ | Marcatori |  |

| Arbitro: | Falco (Torre Annunziata) |

|                        |           |                         |
| Bucolo 34’ De Cara 68’ | Marcatori | 42’ Creziato 77’ Pompei |

| Arbitro: | Nastasi (Messina) |

|                              |           |  |
| La Rosa 26’ (rig.) Greco 53’ | Marcatori |  |

| Palermo 3 marzo 1946 16ª giornata | Leone (Palermo)   | 0 – 0 | Virtus Catania | Stadio Michele Marrone\| Arbitro: \| Nastasi (Messina) \| |
| Arbitro:                          | Nastasi (Messina) |       |                |                                                           |

| Arbitro: | Riolo (Palermo) |

|                                                  |           |                |
| Carussio 4’ La Scola 11’, 89’ La Rosa 69’ (aut.) | Marcatori | 12’ Bonanno II |

| Catania 10 marzo 1946 17ª giornata | Virtus Catania      | 0 – 0 | Messina | Stadio Cibali\| Arbitro: \| De Joannon (Ragusa) \| |
| Arbitro:                           | De Joannon (Ragusa) |       |         |                                                    |

| 17 marzo 1946 18ª giornata | Catanese Elefante | – NON DISPUTATA | Termini |  |

| Arbitro: | Leone (Palermo) |

|                          |           |  |
| Gentile 15’ Cavaleri 67’ | Marcatori |  |

| Arbitro: | Papaleo (Catanzaro) |

|                                                                                  |           |                          |
| Bercarich 6’ Caridi 15’, 48’ Gentilomo 43’ Collica 70’ Gaetano 72’ De Santis 84’ | Marcatori | 35’ Bonanno II 83’ Greco |

| 24 marzo 1946 19ª giornata | Virtus Catania | – NON DISPUTATA | Termini |  |

| Catania 31 marzo 1946 20ª giornata | Virtus Catania   | 2 – 0 A tav. | Catanese Elefante | Stadio Cibali\| Arbitro: \| Lipari (Palermo) \| |
| Arbitro:                           | Lipari (Palermo) |              |                   |                                                 |

| Arbitro: | Montegna (Napoli) |

|  |           |            |
|  | Marcatori | 37’ Lischi |

| Catanzaro 7 aprile 1946 21ª giornata                                                              | Catanzarese | 8 – 1         | Virtus Catania | Stadio Militare |
| \| \| \| \| \| Sacco 3’, 34’, 72’, 80’ Martini 5’, 47’, 50’, 76’ \| Marcatori \| 73’ Santagati \| |             |               |                |                 |
|                                                                                                   |             |               |                |                 |
| Sacco 3’, 34’, 72’, 80’ Martini 5’, 47’, 50’, 76’                                                 | Marcatori   | 73’ Santagati |                |                 |

| Arbitro: | Romeo (Reggio Calabria) |

|                                                    |           |  |
| Bertè 11’ Codeluppi 14’ Sacco 16’, 35’ Martini 53’ | Marcatori |  |

| Arbitro: | Leone (Palermo) |

|            |           |                            |
| Castro 26’ | Marcatori | 5’ Mottini 70’ Abatematteo |